# 东风路街道 (保定市)
东风路街道，是中华人民共和国河北省保定市竞秀区下辖的一个乡镇级行政单位。

## 行政区划
东风路街道下辖以下地区：
公交社区、铁塔社区、周家花园社区、勘察社区、物探社区、西大园北街社区、邮一社区、西大园西街社区、韩南社区、百花路社区、话剧院社区、西大园南街社区、大世界社区、农专社区、铁路社区、报社社区、西大园村、四里营村和灵雨寺村。